# Michael Cheukoua
Michael Cheukoua (13 gennaio 1997) è un calciatore camerunese, attaccante del Guangxi Pingguo.

## Carriera

### Club
Cheukoua ha iniziato la sua carriera calcistica con il Canon Yaoundé in Camerun. Nel 2017 è stato acquistato dall'Altach con cui ha debuttato in Bundesliga il 22 aprile 2018 nell'incontro perso 3-1 contro il Salisburgo. Il 12 maggio seguente ha segnato il suo primo gol contro il St. Pölten.
Nel 2018 è stato ceduto in prestito al Wiener Neustadt e l'anno successivo è stato ceduto a titolo definitivo all'Horn. Nel 2021 è stato acquistato dall'Austria Lustenau con cui ha vinto il campionato ed ottenuto la promozione in Bundesliga al termine della stagione, segnando 9 reti in 29 incontri. Nel 2023 è stato ceduto al Grazer AK.

### Nazionale
Nel 2019 ha partecipato alla Coppa d'Africa Under-23 con il Camerun.

## Statistiche

### Presenze e reti nei club
Statistiche aggiornate al 22 dicembre 2023.
| Stagione        | Squadra          | Campionato      | Campionato | Campionato | Coppe nazionali | Coppe nazionali | Coppe nazionali | Coppe continentali | Coppe continentali | Coppe continentali | Altre coppe | Altre coppe | Altre coppe | Totale | Totale |
| Stagione        | Squadra          | Comp            | Pres       | Reti       | Comp            | Pres            | Reti            | Comp               | Pres               | Reti               | Comp        | Pres        | Reti        | Pres   | Reti   |
| --------------- | ---------------- | --------------- | ---------- | ---------- | --------------- | --------------- | --------------- | ------------------ | ------------------ | ------------------ | ----------- | ----------- | ----------- | ------ | ------ |
| 2017-2018       | Altach Juniors   | RL              | 19         | 5          |                 | -               | -               |                    | -                  | -                  |             | -           | -           | 19     | 5      |
| 2017-2018       | Altach           | BL              | 6          | 1          | CA              | 0               | 0               |                    | -                  | -                  |             | -           | -           | 6      | 1      |
| 2018-2019       | Wiener Neustadt  | 2L              | 27         | 6          | CA              | 3               | 1               |                    | -                  | -                  |             | -           | -           | 30     | 7      |
| 2019-2020       | Horn             | 2L              | 29         | 10         | CA              | 2               | 0               |                    | -                  | -                  |             | -           | -           | 31     | 10     |
| 2020-2021       | Horn             | 2L              | 28         | 5          | CA              | 2               | 1               |                    | -                  | -                  |             | -           | -           | 30     | 6      |
| 2021-2022       | Austria Lustenau | 2L              | 29         | 9          | CA              | 2               | 0               |                    | -                  | -                  |             | -           | -           | 31     | 9      |
| 2022-2023       | Austria Lustenau | BL              | 19         | 3          | CA              | 2               | 0               |                    | -                  | -                  |             | -           | -           | 21     | 3      |
| 2023-2024       | Grazer AK        | 2L              | 15         | 4          | CA              | 3               | 1               |                    | -                  | -                  |             | -           | -           | 18     | 5      |
| Totale carriera | Totale carriera  | Totale carriera | 172        | 43         |                 | 14              | 3               |                    | -                  | -                  |             | -           | -           | 186    | 46     |

## Palmarès

### Club

#### Competizioni nazionali
- 2. Liga: 2

Austria Lustenau: 2021-2022
Grazer AK: 2023-2024